# Fluxys
Fluxys — бельгійська компанія, яка в основному діє як оператор системи транспортування природного газу. У 2004 році в неї працювало близько 850 осіб, а її інфраструктура включала близько 3700 км (2300 миль) трубопроводів і термінал у Зеєбрюгге, Бельгія. Акції фірми торгуються під тикером FLUX на фондовій біржі Euronext.
30 листопада 2023 року НАЗК внесло компанію «Fluxys» до переліку міжнародних спонсорів війни. Причиною стало поперше те, що компанія продовжила роботу на ринку Росії після російського повномасштабного вторгнення в Україну, але також і те що компанія сприяє експорту нищівного для клімату російського скрапленого природного газу.